# امارکانتاک

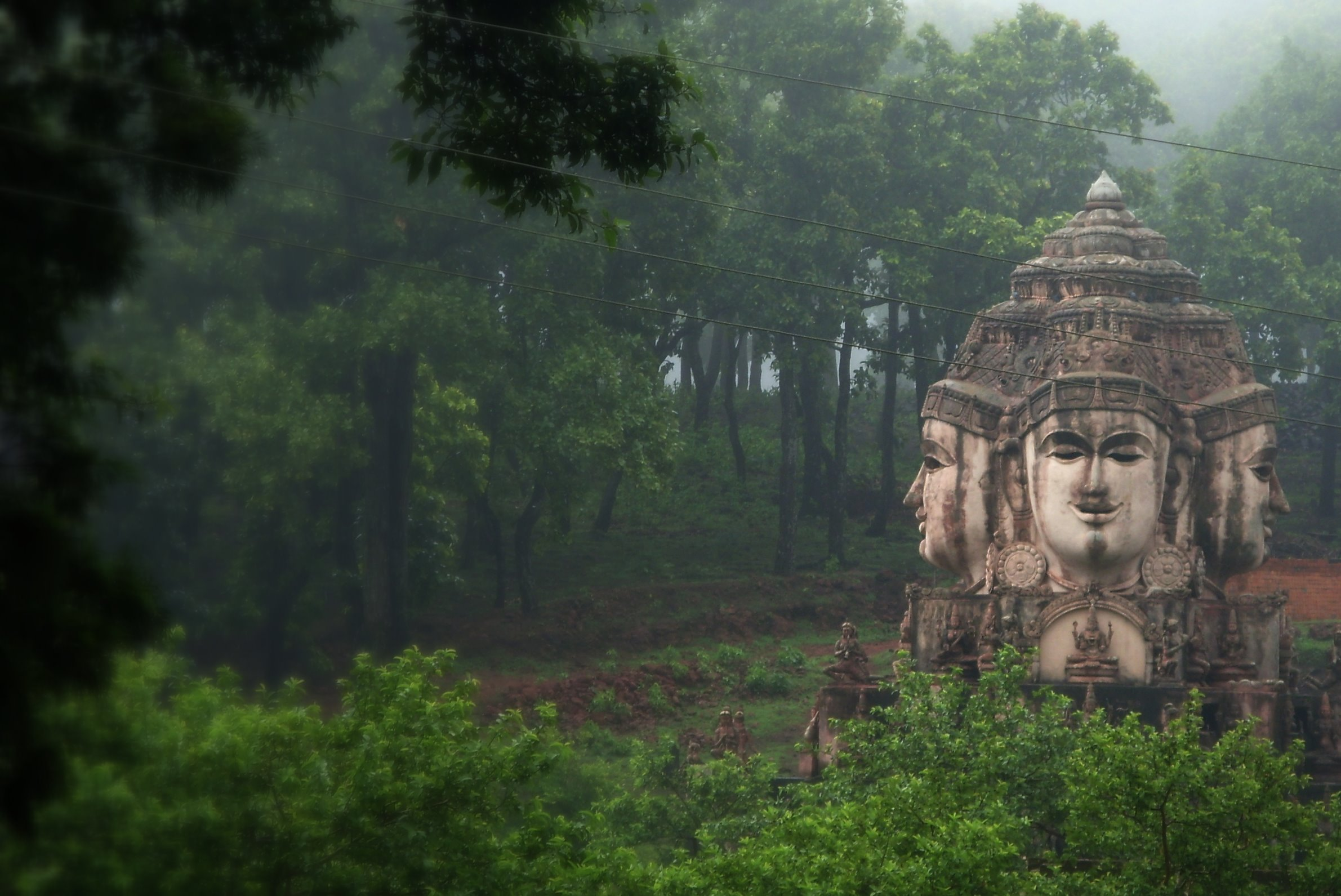
معبد آمارکانتاک، مادیا پرادش چاتیسگار بورد

امارکانتاک (به انگلیسی: Amarkantak) یک منطقهٔ مسکونی در هند است که در مادایا پرادش واقع شده‌است.

## خصوصیات
امارکانتاک ۷٬۰۷۴ نفر جمعیت دارد و ۱٬۰۴۸ متر بالاتر از سطح دریا واقع شده‌است.